# Marc Fogel
Marc Hilliard Fogel (nacido en 1959) es un maestro de escuela estadounidense que fue arrestado en agosto de 2021 por las autoridades rusas por intentar ingresar a Rusia con 0,6 onzas (17 g) de cannabis medicinal. En junio de 2022 fue condenado a 14 años de prisión. El 11 de febrero de 2025 fue puesto en libertad.

## Vida y carrera
Fogel creció en Pensilvania. Asistió a la Universidad de Indiana de Pensilvania. Ha sido profesor de historia en colegios internacionales en Colombia, Malasia, Omán y Venezuela. Vivió y trabajó en Rusia desde 2012, enseñando en la Escuela Angloestadounidense de Moscú.

## Arresto y encarcelamiento
En agosto de 2021, Fogel ingresaba a Rusia a través de la aduana en el aeropuerto de Sheremétievo cuando se encontró alrededor de media onza de marihuana medicinal en su equipaje. La sustancia le había sido recetada en Estados Unidos para tratar el dolor crónico.
En junio de 2022, Fogel fue declarado culpable de tráfico de drogas y condenado a 14 años de prisión. En octubre de 2022, fue trasladado de un centro de detención en Moscú a una colonia penal, donde cumplirá el resto de su condena.
Un grupo bipartidista de senadores de los Estados Unidos ha presionado para que el Departamento de Estado de los Estados Unidos designe a Fogel como «detenido injustamente». En mayo de 2022, el Departamento de Estado designó a Brittney Griner como detenida injustamente, pero hasta ahora no lo ha hecho con Fogel, a pesar de la similitud de los dos casos. El caso de Fogel no ha generado la atención pública que obtuvo el caso de Griner. El senador de Pensilvania, Bob Casey, ha expresado su descontento con el manejo del caso por parte de la administración Biden. La familia de Fogel ha llamado a Griner (quien fue encarcelada pero liberada en un intercambio de prisioneros en 2022) para hablar sobre su caso.

## Liberación
El 11 de febrero de 2025, Marc Fogel fue liberado por las autoridades rusas tras negociaciones diplomáticas. Salió de Rusia junto a Steve Witkoff, quien había estado involucrado en las discusiones sobre su liberación. El secretario de Estado de los Estados Unidos, Marco Rubio, confirmó públicamente la liberación de Fogel en un comunicado oficial. A su llegada a Estados Unidos, Fogel fue recibido en la Casa Blanca por el presidente Donald Trump.